# United Artists
United Artists Corporation (viết tắt: UA, tên giao dịch: United Artists Digital Studios) là một công ty sản xuất và phân phối phim và phim truyền hình của Mỹ. Công ty này ra đời năm 1919, do D. W. Griffith, Charlie Chaplin, Mary Pickford và Douglas Fairbanks sáng lập, là nơi giúp các nghệ sĩ tự chủ lợi ích tài chính của bản thân thay vì bị lệ thuộc vào các studio thương mại khác. UA liên tục được sang tay và tái cơ cấu trong suốt thế kỷ đầu hoạt động. Metro-Goldwyn-Mayer (MGM) mua lại studio này vào năm 1981 với giá 350 triệu USD ($1.126,6 tỉ USD ngày nay).
Ngày 22 tháng 9 năm 2014, MGM thâu tóm quyền kiểm soát lợi nhuận tại các công ty giải trí gồm One Three Media và Lightworkers Media, sau đó họ sáp nhập bộ phận sản xuất phim truyền hình thuộc UA vào tổ hợp để tạo thành United Artists Media Group (UAMG). Tuy nhiên, đến ngày 14 tháng 12 cùng năm, MGM mua toàn phần tổ hợp UAMG và nhập nó vào MGM Television.
United Artists trở lại với tư cách riêng biệt trong một thời gian ngắn hồi năm 2018 với thương hiệu United Artists Digital Studios. Tháng 2 năm 2019, nhân kỷ niệm 100 năm thành lập UA, MGM và Annapurna Pictures đổi tên công ty liên doanh Mirror thành United Artists Releasing. Thương hiệu này tồn tại được bốn năm, đến năm 2023 thì vĩnh viễn mất tên và nhập vào MGM.